# دور التصريح
دور التصريح أو الخَمْسَ عَشْرِيَّة أو الخَمْسَعَشْرِيَّة (باللاتينية: indictiō وتعني حرفيًا "إعلان" أو "تصريح") هي دورة مدتها 15 سنة في نظام حساب الزمن، جرى استخدامها كثيرًا منذ العصور القديمة المتأخرة حتى نهاية العصور الوسطى. تراجع استخدامها في العصر الحديث، لكن بعض التقاويم استمرت في استخدامها، كما استخدمت المحكمة العليا الإمبراطورية [الإنجليزية] بألمانيا دور التصريح حتى حلها في عام 1806.

## وصلات خارجية
- أدوات التقويم : نموذج لحساب المؤشر لتاريخ من القرون الوسطى.
- مؤشرات من سنة 313 إلى 1602